# 竹田津港

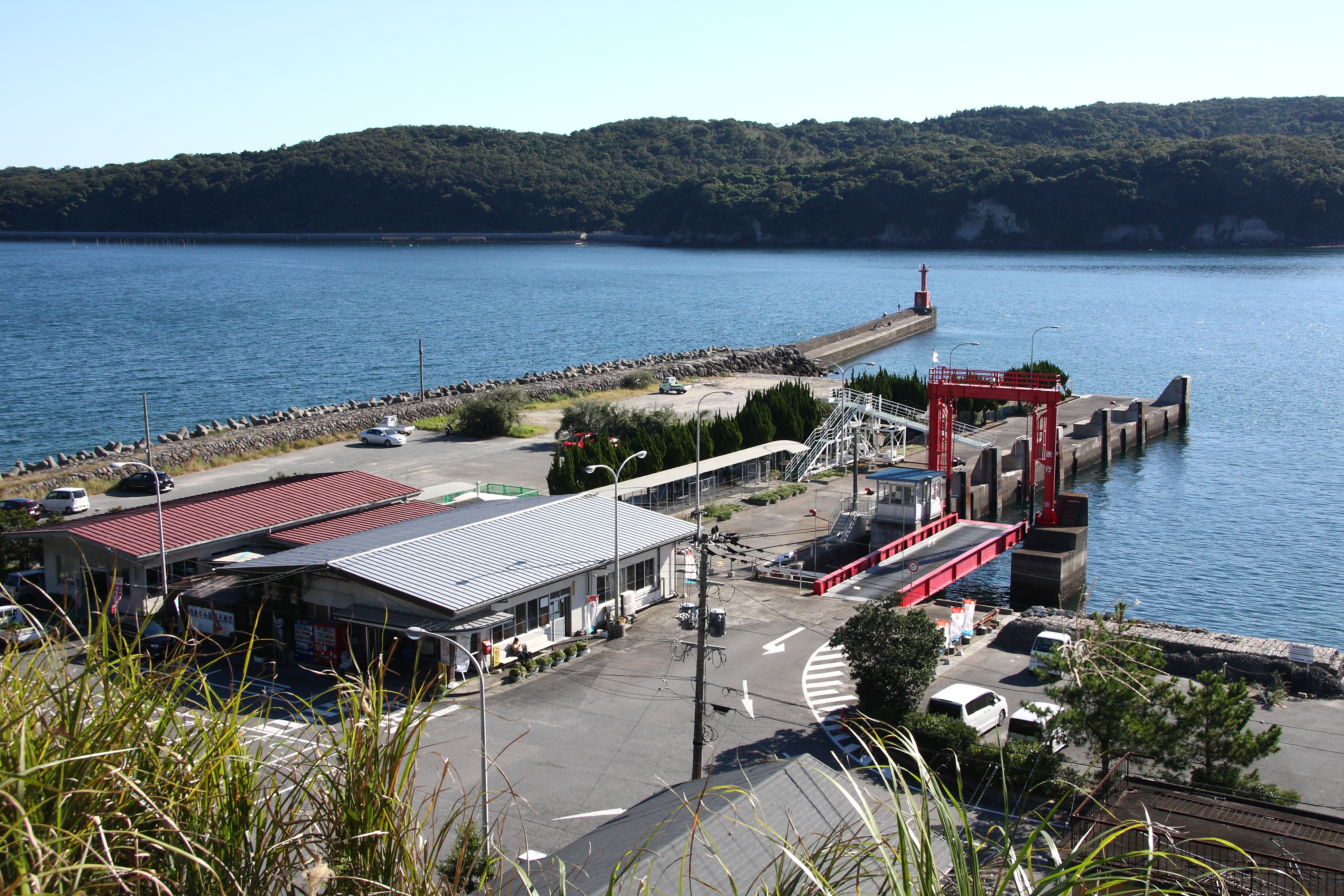
竹田津港全体

竹田津港（たけたづこう）は、大分県国東市国見町竹田津にある港湾（漁港）。
山口県周南市の徳山港との間にスオーナダフェリーの竹田津航路が就航しており、中国地方から九州への隠れた玄関口となっている。

## 主要航路
- スオーナダフェリー竹田津航路（アローライン）
  - 竹田津港 - 徳山港（山口県周南市）
  - 所要時間：約2時間
  - 便数：1日5往復就航（終夜運航）
  - 就航船舶：ニューくにさき（725トン）

## アクセス
- 車：宇佐市より国道213号線経由で約35分
- 公共交通機関：宇佐駅より大交北部バス・伊美行きで約50分、竹田津港バス停下車